# Ziad Kamal
Ziad Mohamed Kamal Mohamed Mohamed (in arabo زياد كمال‎?; 5 luglio 2001) è un calciatore egiziano, centrocampista dello Zamalek.

## Carriera

### Club
Kamal è cresciuto nel settore giovanile dell'ENPPI dove ha debuttato il 25 novembre 2019 nell'incontro di Prima Lega vinto 2-1 contro lo Zamalek. Ha segnato il suo primo gol il 20 agosto 2021, contro l'El Gaish.
Nel gennaio del 2023 è stato ceduto in prestito per sei mesi all'Al-Masry. Rientrato all'ENPPI, è rimasto solamente per mezza stagione prima di passare a titolo definitivo allo Zamalek.

### Nazionale
Nel 2024 ha partecipato ai Giochi Olimpici.

## Statistiche

### Presenze e reti nei club
Statistiche aggiornate al 21 luglio 2024.
| Stagione        | Squadra         | Campionato      | Campionato | Campionato | Coppe nazionali | Coppe nazionali | Coppe nazionali | Coppe continentali | Coppe continentali | Coppe continentali | Altre coppe | Altre coppe | Altre coppe | Totale | Totale | Totale |
| Stagione        | Squadra         | Comp            | Pres       | Reti       | Comp            | Pres            | Reti            | Comp               | Pres               | Reti               | Comp        | Pres        | Reti        | Pres   | Reti   |        |
| --------------- | --------------- | --------------- | ---------- | ---------- | --------------- | --------------- | --------------- | ------------------ | ------------------ | ------------------ | ----------- | ----------- | ----------- | ------ | ------ | ------ |
| 2019-2020       | ENPPI           | 1L              | 17         | 0          | CE              | 0               | 0               |                    | -                  | -                  |             | -           | -           | 17     | 0      |        |
| 2020-2021       | ENPPI           | 1L              | 8          | 1          | CE              | 0               | 0               |                    | -                  | -                  |             | -           | -           | 8      | 1      |        |
| 2021-2022       | ENPPI           | 1L              | 17         | CE         | 0               | 0               |                 | -                  | -                  |                    | -           | -           | 17          | 0      |        |        |
| 2022-gen. 2023  | ENPPI           | 1L              | 2          | 0          | CE              | 1               | 0               |                    | -                  | -                  |             | -           | -           | 3      | 0      |        |
| gen.-giu, 2023  | Al-Masry        | 1L              | 6          | 0          | CE              | 0               | 0               |                    | -                  | -                  |             | -           | -           | 6      | 0      |        |
| 2023-gen. 2024  | ENPPI           | 1L              | 6          | 2          | CE              | 0               | 0               |                    | -                  | -                  |             | -           | -           | 6      | 2      |        |
| gen.-giu. 2024  | Zamalek         | 1L              | 8          | 0          | CE              | 0               | 0               | CCC                | 3                  | 0                  |             | -           | -           | 11     | 0      |        |
| Totale carriera | Totale carriera | Totale carriera | 64         | 3          |                 | 1               | 0               |                    | 3                  | 0                  |             | -           | -           | 68     | 3      |        |

## Palmarès

### Club

#### Competizioni internazionali
- Coppa della Confederazione CAF: 1

Zamalek: 2023-2024
- Supercoppa CAF: 1

Zamalek: 2024